# كأس رابطة الأندية الإنجليزية المحترفة 1985–86
كأس رابطة الأندية الإنجليزية المحترفة 1985–86 هو موسم من كأس رابطة الأندية الإنجليزية المحترفة. كان عدد الأندية المشاركة فيه 92، وفاز فيه أكسفورد يونايتد.